# Фроссаско
Фроссаско (італ. Frossasco, п'єм. Frossasch) — муніципалітет в Італії, у регіоні П'ємонт,  метрополійне місто Турин.
Фроссаско розташоване на відстані близько 540 км на північний захід від Рима, 32 км на південний захід від Турина.
Населення — 2891 особа (2014).
Щорічний фестиваль відбувається 7 серпня. Покровитель — San Donato.

## Демографія
Населення за роками:

Станом на 1 січня 2023 року в муніципалітеті офіційно проживало 145 іноземців з 25 країн, серед них 67 громадян країн Євросоюзу та 1 громадянин України.

## Сусідні муніципалітети
- Канталупа
- Кум'яна
- Пінаска
- Пінероло
- Пішина
- Ролетто